# Fuchsia fulgens
Espèce
Fuchsia fulgens, surnommé le Fuchscia brillant, est une espèce de plantes à fleurs du genre Fuchsia et de la famille des Onagraceae.
Son aire de répartition naturelle est la partie centrale et le sud-ouest du Mexique. C'est un épiphyte qui est présent principalement dans le biome tropical saisonnier sec.

## Description
Fuchsia fulgens a une croissance arbustive dressée et possède des racines tubéreuses épaissies.
Il atteint des hauteurs de 1,5 m ou plus. Sa largeur allant jusqu'à 80 cm. Les tiges sont ligneuses et les feuilles sont opposées et ovales ou en forme de cœur. Elles sont pâles ou vert plus pâle ou rouge vif en dessous. Leur longueur varie de 9 à 23 cm, avec de fines dents rouges, avec des glandes aux extrémités.
Les fleurs sont simples, courtes, terminales, en forme de tubes et disposées en grappes, en pendant. La couleur de ces tubes va du rose au rouge terne ou à l'écarlate. Les sépales sont rouge pâle ou jaune pâle à la base, et teintées de jaune-vert sur les marges,. La corolle est de couleur rouge vif. Les fruits sont de forme oblongue à ellipsoïde et de couleur violet foncé.

## Étymologie
Le nom « Fuchsia » vient de Leonhart Fuchs (1501-1566), botaniste de la Renaissance et professeur à Tübingen. « fulgens » signifie « brillant » ou « scintillant », en référence aux fleurs rouges.

## Taxonomie
Synonymes Homotypiques
- Spachia fulgens (Moc. & Sessé ex DC.) Lilja in Tidn. Trädgardsskötsel Allmän Wextkult. 1: 62 (1840)

Synonymes Hétérotypiques
- Ellobium fulgens  Lilja in Linnaea 15: 262 (1841)
- Fuchsia fulgens var. pumila Carrière in Rev. Hort. (Paris) 53: 150 (1881)
- Fuchsia racemosa Sessé & Moc. in Naturaleza (Mexico City), ser. 2, 1(App.): 58 (1888), nom. illeg.